# Al-Hafiz
al-Hafiz, död 1149, var en egyptisk regent. Han var Egyptens regent mellan 1132 och 1149.